# نادي فولهام
نادي فولهام لكرة القدم (بالإنجليزية: Fulham Football Club) هو نادِ كرة قدم من فولهام، لندن، إنجلترا. يلعب في الدوري الإنجليزي الممتاز. تأسس الفريق عام 1879 تحت مسمى «نادي سانت أندروز للكريكيت وكرة القدم» (بالإنجليزية: St. Andrews Cricket & Football Club)، وفي عام 2004 احتفلوا بمرور 125 سنة على تأسيس النادي.
يخوض النادي مبارياته في ملعب كرافن كوتيج الذي تأسس في عام 1896.

## إنجازات الفريق
- 1892 و1893 - بطل دوري غرب لندن
- 1893 - وصيف كأس غرب لندن
- 1906 و1907 - بطل الدوري الجنوبي
- 1907 - Admission to دوري الدرجة الأولى الإنجليزي as Southern League Champions
- 1932 - بطل دوري الدرجة الثالثة الجنوبي
- 1949 - بطل دوري الدرجة الثانية
- 1959 - الصعود إلى دوري الدرجة الأولى
- 1999 - بطل دوري الدرجة الثانية
- 2001 - بطل دوري الدرجة الأولى
- 2002 - بطل كأس إنترتوتو
- 2010 - وصيف الدوري الأوروبي

## وصلات خارجية
- الموقع الرسمي
- Supporters' Trust
- Fulhamweb – latest fulham news – Unofficial website
- Premierleague.com – Fulham FC
- Fulham club profile on UEFA